# Лоспалос
Лоспалос (порт. Lospalos) — місто і підрайон на сході Східного Тимору. Є адміністративним центром району Лаутен.

## Географія
Розташоване за 150 км на схід від столиці країни, міста Ділі.

## Населення
Населення підрайону Лоспалос за даними на 2010 рік становить 29 236 осіб; за даними на 2004 рік воно становило 25 417 осіб. Найбільш поширена мова населення —  фаталуку. Середній вік населення — 17,1 років. Площа підрайону становить 623,93 км².

## Галерея

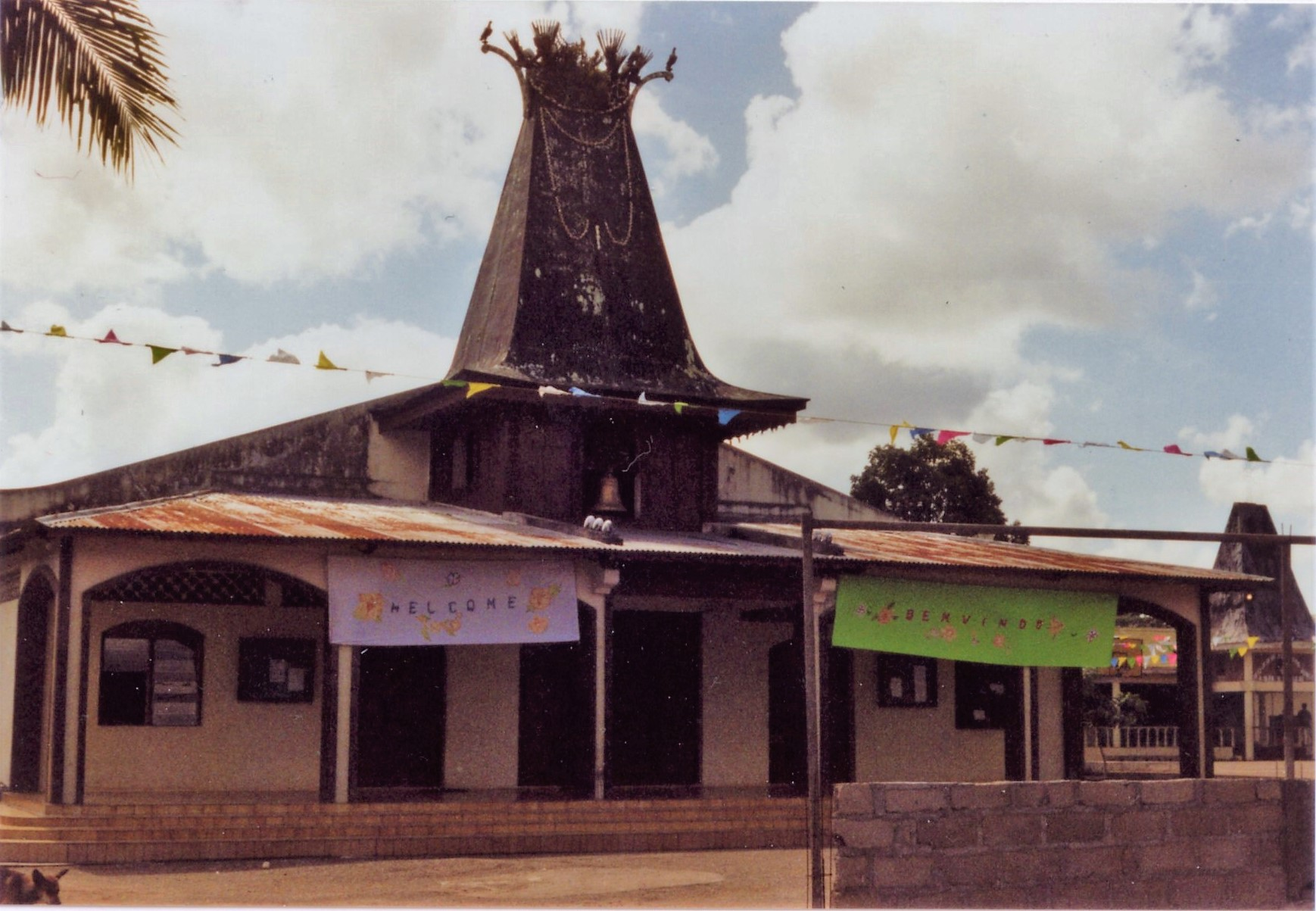
Католицька церква
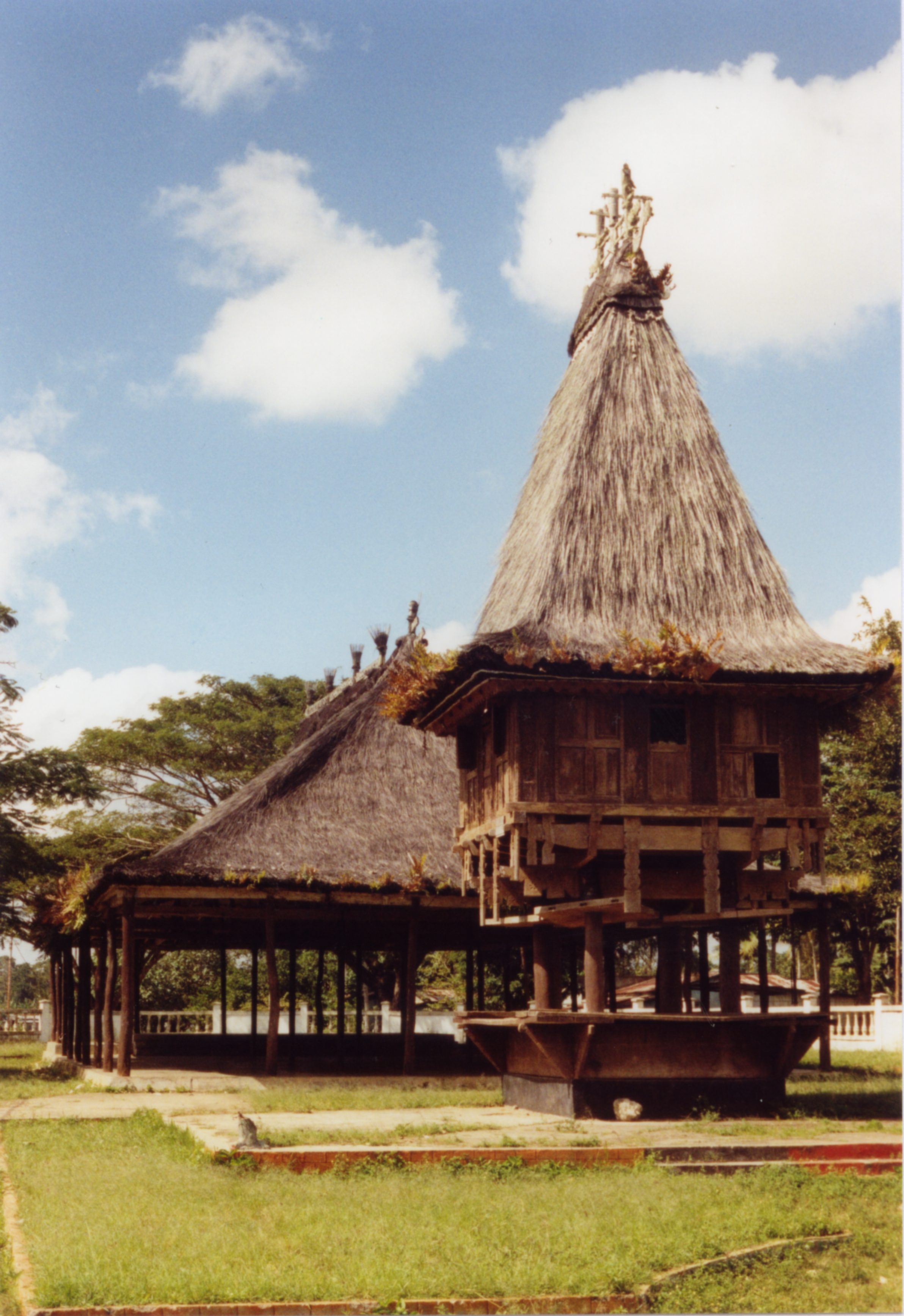